# 도고면
도고면(道高面)은 대한민국 충청남도 아산시에 있는 면이다.

## 연혁
도고면은 아산시 서부에 위치하여 동쪽은 신창면과 송악면을 접하고, 남쪽은 예산군, 북쪽은 선장면과 접하고, 동부는 산간지이며, 서부는 평야지를 이루고 있다. 동서로 국도 제21호선 및 장항선 철도가 소재지를 관통하고 있다. 조선 후기 신창군 남상면 지역으로서 1914년 행정구역 폐합에 따라 충청남도령 제 3호에 의거 이 지역에서 유명한 도고산(해발 483m)의 이름을 따 아산군 도고면으로 불렸다. 산세는 험하나 골이 깊어 토지가 비옥하여 농사가 잘되며 좌우 산세가 안정되어 주민의 인심이 좋고 도고산의 정기를 이어받아 면민이 잘살며 도고산의 정기를 후손에게 물려주기를 바라는 의미에서 남상면을 도고면으로 개칭하였다고 전해 내려온다.

## 행정 구역
| 법정리 | 행정리                                      | 비고                  |
| ------ | ------------------------------------------- | --------------------- |
| 금산리 | 금산1리, 금산2리, 금산3리                   |                       |
| 기곡리 | 기곡1리, 기곡2리, 기곡3리                   |                       |
| 농은리 | 농은리                                      |                       |
| 덕암리 | 덕암리                                      |                       |
| 도산리 | 도산1리, 도산2리                            |                       |
| 봉농리 | 봉농리                                      |                       |
| 석당리 | 석당리                                      |                       |
| 시전리 | 시전1리, 시전2리, 시전3리, 시전4리          |                       |
| 신언리 | 신언1리, 신언2리, 신언3리, 신언4리, 신언5리 | 면행정복지센터 소재지 |
| 신유리 | 신유리                                      |                       |
| 신통리 | 신통1리, 신통2리                            |                       |
| 오암리 | 오암1리, 오암2리                            |                       |
| 와산리 | 와산1리, 와산2리                            |                       |
| 향산리 | 향산리                                      |                       |
| 화천리 | 화천1리, 화천2리                            |                       |
| 효자리 | 효자리                                      |                       |

## 교육
- 도고온천초등학교 (신언리)
- 도고초등학교 (시전리)
  - 화천분교 (폐교) - 도고면 도고산로227번길 6 (화천리)
- 도고중학교 (시전리)

## 같이 보기
- 도고온천 (아산)